# Joséphine Guidy Wandja
Joséphine Guidy Wandja (Camerún francés, 29 de marzo de 1945) es una matemática marfileña. Fue la primera mujer africana en obtener un doctorado en matemáticas.

## Educación
Se trasladó a Francia a los 14 años. Estudió en el Lycée Jules-Ferry de París, tras lo que se trasladó a la Universidad Pierre y Marie Curie. Su tesis de maestría llevaba el título Sous les courbes fermées convexes du plan et les théorémes des quatre sommets (Sobre las curvas cerradas convexas del plano y los teoremas de los cuatro picos). Durante su estancia en París a finales de la década de 1960 trabajó con René Thom, Henri Cartan y Paulette Liberman. Obtuvo un doctorado en matemáticas en la Universidad de Abiyán, convirtiéndose en la primera mujer africana en lograrlo.

## Carrera
En 1969, trabajó en el Lycée Jacques Amyot en Melun, antes de trabajar durante un año en la Universidad de París Diderot. Retrieved 16 de marzo de 2019.</ref> En 1971, se incorporó como profesora de matemáticas a la Universidad de Abiyán. Al hacerlo, se convirtió también en la primera mujer profesora universitaria de matemáticas. En 1983, fue nombrada presidenta del Comité Internacional de Matemáticas en Países en Desarrollo (ICOMIDC por sus siglas en inglés). La organización fue fundada durante la conferencia de la Unión Matemática Internacional en Varsovia, Polonia, pero sin conocimiento de esta. En 1986, escribió un cómic de humor de 24 páginas, Yao crack en maths. En 1985, organizó la conferencia de la Unión Matemática Internacional en Yamusukro, Costa de Marfil.
Es miembro de la Orden al Mérito en la Educación Nacional marfileña y de la Orden de las Palmas Académicas francesa.